# Ferdinandstraße 10a (Mönchengladbach)

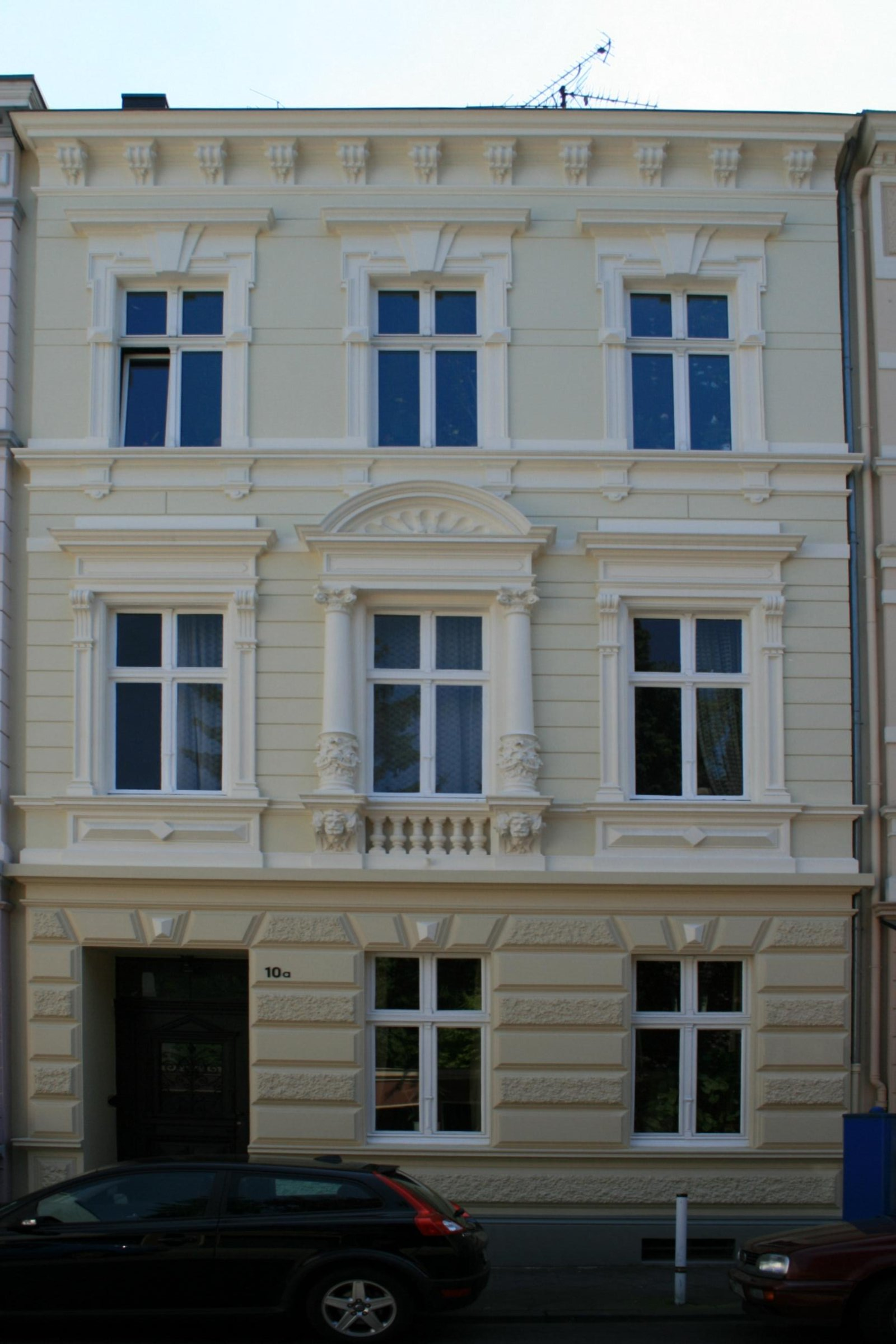
Wohnhaus (2010)

Das Wohnhaus Ferdinandstraße 10a steht in Mönchengladbach (Nordrhein-Westfalen).
Das Gebäude wurde 1898 erbaut. Es ist unter Nr. F 028 am 7. September 1995 in die Denkmalliste der Stadt Mönchengladbach eingetragen worden.

## Architektur
Im nördlichen Stadterweiterungsgebiet unmittelbar vor der die Hermann-Piecq-Anlage überspannenden Eisenbahnbrücke steht das Dreiachsenhaus von drei Geschossen mit zweigeschossigem Anbau. Fassadenausführung in der für das Rheinische Dreifensterhaus typischen Gliederung. Horizontal gegliedert mittels Sohlbank- und Stockwerkgesimsen sowie einem weit vorkragenden, konsolgestützten Traufgesims. Betonung der Wandfläche des Erdgeschosses -links tief eingeschnittener Hauszugang- durch kräftige Quader- und Schlusssteinimitation. Im ersten Obergeschoss Strukturierung durch Fugenschnitt und im glatt verputzten zweiten Obergeschoss nur noch feine Profilleisten. Bei insgesamt fülligem Fassadendekor wird das erste Obergeschoss noch durch aufwändige Fensterrahmung zur Beletage aufgewertet. Alle Fassadenfenster sind gleichförmig hochrechteckig ausgebildet. Die des Erdgeschosses sind schmucklos in die Wandfläche eingeschnitten; im ersten Obergeschoss sind sie betont durch konsolgestützte Ädikulaimitation mit Segmentgiebel (mittig) und rechts und links durch gebälktragende Pilasterstellungen, die in vereinfachter bzw. variierter Form im zweiten Obergeschoss wieder aufgenommen werden. Ein von der Straßenansicht kaum wahrnehmbares Satteldach schließt das Gebäude ab.